# Derk Jan Eppink
Derk Jan Eppink (Steenderen, 7 de novembre de 1958) és un periodista i polític flamenc, i secretari de gabinet dels comissaris europeus Bolkestein (1999–2004) i Kallas (2004–2007). El 2009 va ser elegit al Parlament Europeu pel partit Libertair, Direct, Democratisch, situat en el grup dels Conservadors i Reformistes Europeus.
Eppink va estudiar dret neerlandès a la Vrije Universiteit (1977-1981) i, posteriorment, legislació europea i política internacional a la Universitat d'Amsterdam. El 1984 es va traslladar a Brussel·les per treballar en pràctiques a la Comissió Europea. A partir de llavors va treballar durant tres anys com a assistent dels diputats al Parlament Europeu.
El 1987 Derk Jan Eppink es va unir al diari neerlandès NRC Handelsblad, on va ser assignat a la secció internacional. Va cobrir Sud-àfrica, va treballar com a corresponsal a Polònia i es va convertir en editor polític cobrint la política neerlandesa a la Haia. El 1995 es va traslladar al diari flamenc De Standaard, on va informar sobre la política belga. Va escriure dos llibres sobre les seves experiències en la política belga: Vreemde Buren i Avonturen van een Nederbelg.
L'octubre de 1999 va començar a treballar com a membre del gabinet del comissari europeu Frits Bolkestein. Va ser l'intermediari de Bolkestein amb el Parlament Europeu, l'autor dels seus discursos i també va ser l'encarregat de la liberalització dels mercats postals. El 2004, amb Bolkestein, va publicar el llibre The Limits of Europe. L'octubre de 2004 Eppink es va unir al gabinet de Siim Kallas, comissari europeu d'Estònia, com a responsable de l'administració, auditoria i lluita contra el frau. El març de 2007 Eppink va publicar el seu llibre Life of a European Mandarin, on exposa les seves experiències a la Comissió Europea. Va impartir una conferència sobre aquest assumpte i sobre la Unió Europea en general, a l'Acadèmia Roosevelt el 14 de novembre de 2007.
El llibre ha estat publicat en neerlandès, francès, anglès, estonià i txec.
El 2007 Eppink es va traslladar a Nova York quan la seva dona treballava per a les Nacions Unides. Va cobrir les eleccions presidencials dels Estats Units de 2008 per a les revistes flamenques Knack i Trends. Va ser columnista d'assumptes internacionals pel setmanari neerlandès Elsevier i és col·laborador de diversos programes de ràdio i televisió neerlandesos i flamencs, com VRT, Aktua-TV, Met het Oog op Morgen de NOS i Business Class de RTL. El 2011 i 2012 va escriure una columna pel diari NRC Handelsblad i des de 2013 escriu per a De Volkskrant.
El gener de 2007, Eppink va rebre el Premi de la Llibertat de 2006, atorgat pel think tank llibertari flamenc Nova Civitas.
El 2009 Eppink va tornar a Bèlgica en ser escollit membre del Parlament Europeu en representació del partit polític Libertair, Direct, Democratisch. Es considera que un punt de vista similar al líder del seu partit, Jean-Marie Dedecker. El 2012 va criticar al Parlament Europeu unes declaracions d'Aleix Vidal-Quadras on defensava una intervenció de la Guàrdia Civil en cas que es proclamés la independència de Catalunya.